# 初期雇用契約

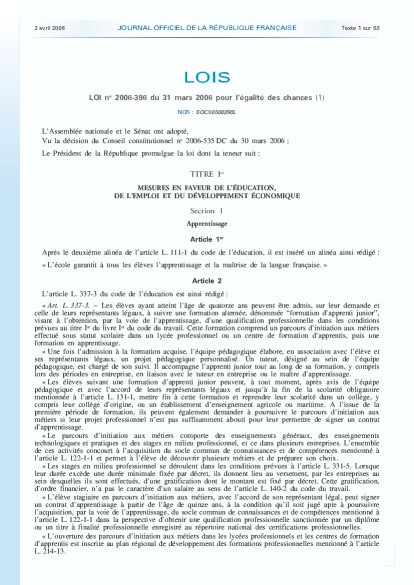

初期雇用契約（しょきこようけいやく）とは、フランスにおいて2006年に立法化された若者を対象とした雇用形態をいう。Contrat première embaucheよりCPEと略される。26歳未満の若者の雇用にあたり、試用期間（この期間中は雇用者側は理由を問わず解雇することを認める）を、これまでの3か月から2年間に改定するという法案で、この内容を盛り込んだ機会平等法は、2006年4月2日に公布された。
背景として、フランスは1990年代より、長らく若年失業率が20%前後の水準であった。従来、フランスにおける雇用は無期限雇用契約（CDI）と呼ばれる形態であったが、若者失業率の悪化への対応として雇用者側に配慮し、フランス首相ドミニク・ド・ビルパンらが立案した。
このCPEを巡り、反対する学生、労働組合により大規模なデモ、ストライキ、暴動などがフランス全土で行われ、結局2006年4月10日になり、ド・ビルパンはこの法案を撤回した。
日本では新卒一括採用が一般的だが、フランス等では新卒一括採用が日本と比較すると浸透していない。そのためにCPEは労使双方に有効であると云われている。新卒一括採用を行っている日本でもCPEとは違うが、試行雇用契約（いわゆる試用期間）が有効であると厚生労働省等が検討しているため、近年日本でも試行雇用契約の積極的な導入について議論が高まっている。

## 文献
- 山本三春『フランス　ジュネスの反乱　主張し行動する若者たち』大月書店、2008年6月、ISBN 4272330543（後半部に詳説あり）